# Lucy Thomas (Sängerin)
Lucy Thomas (* 21. Februar 2004 in Wigan, Lancashire) ist eine britische Popsängerin.

## Leben
Lucy Thomas absolvierte die Oberschule und nahm im Anschluss ein Studium auf.
Im Jahr 2018 trat sie mit 14 Jahren in der britischen Ausgabe der Castingshow The Voice Kids auf. Mit ihrer Interpretation von Moon River konnte sie sich einen Platz im Team von Juror Danny Jones sichern. Sie erreichte das Halbfinale der Show, wo sie schließlich ausschied. Das Plattenlabel Cavendish Records nahm sie unter Vertrag. Am 1. Februar 2019 erschien ihr Debütalbum Premiere. Im April 2020 folgte ihr zweites Album Encore. Bis 2023 folgten drei weitere Alben.
Lucy Thomas  hat sich auf das Covern bekannter melodischer Songs (Crossover) und Musical-Nummern spezialisiert. Als Vorbilder bezieht sie sich auf Connie Talbot, Lea Salonga und Jackie Evancho. Sie singt auch Duette mit ihrer Schwester Martha Thomas.
Ihre Coverversion von Halleluja wurde auf ihrem YouTube-Kanal bis November 2024 mehr als 52 Millionen Mal aufgerufen.
Ihr YouTube-Kanal Lucy Thomas Music zählte Anfang März 2024 über 192 Millionen Aufrufe und 872.000 Abonnenten.

## Alben
- 2019: Premiere
- 2020: Encore
- 2021: Timeless
- 2022: Destiny
- 2023: Beyond

## Singles
- 2018: Never Enough
- 2019: I'll Never Love Again
- 2019: A Million Dreams
- 2019: Run
- 2019: Desperado
- 2020: In the Arms of an Angel
- 2021: La vie en rose
- 2021: Hallelujah
- 2021: Fix You
- 2021: There You'll Be
- 2021: Over the Rainbow
- 2021: When You Believe
- 2021: At Last
- 2021: I Will Always Love You
- 2021: Always Remember Us This Way
- 2021: Someone You Loved
- 2021: I Don't Want to Miss a Thing
- 2021: O Holy Night
- 2022: Run to You
- 2022: Wind Beneath My Wings
- 2022: Footprints in the Sand
- 2022: The Prayer
- 2022: All by Myself
- 2022: Make You Feel My Love
- 2022: Moon River
- 2022: The Climb
- 2022: Have Yourself a Merry Little Christmas
- 2023: The Way We Were
- 2023: The Greatest Love of All
- 2023: Smile
- 2023: Evergreen